# Lesňáček žlutý
Lesňáček žlutý (Setophaga petechia) je 11–13 cm velký druh pěvce z čeledi lesňáčkovitých (Parulidae). Rozeznáváme u něj asi 41 poddruhů, které vykazují zřetelné rozdíly ve zbarvení. Samci jsou však ve svatebním šatě vždy jasně žlutí s různým zastoupením červeno-hnědého a zelenavého zbarvení. Samice a mladí ptáci jsou u všech poddruhů méně výrazní, svrchu nazelenalí se světle žlutou spodinou.
Lesňáček žlutý je zastoupen téměř na celém severoamerickém kontinentě v rozmezí od Aljašky až po jižní Mexiko a zasahuje také do Jižní Ameriky – po Peru. Náleží mezi částečně tažné druhy, severské populace migrují, jižní na svých hnízdištích setrvávají po celý rok. Jeho biotopem jsou vlhké křovinaté lokality a bažiny. Požírá převážně hmyz, ale živí se i jinými bezobratlými a malými měkkými plody. Pro mláďata hrají v potravě nejvýznamnější roli housenky. Do malého miskovitého hnízda postaveného na stromě klade 3–6 světlých, tmavě skvrnitých vajec, na kterých sedí 11–14 dnů. Mláďata opouští hnízdo po 8–12 dnech a minimálně ještě další dva týdny jsou dokrmována rodiči.

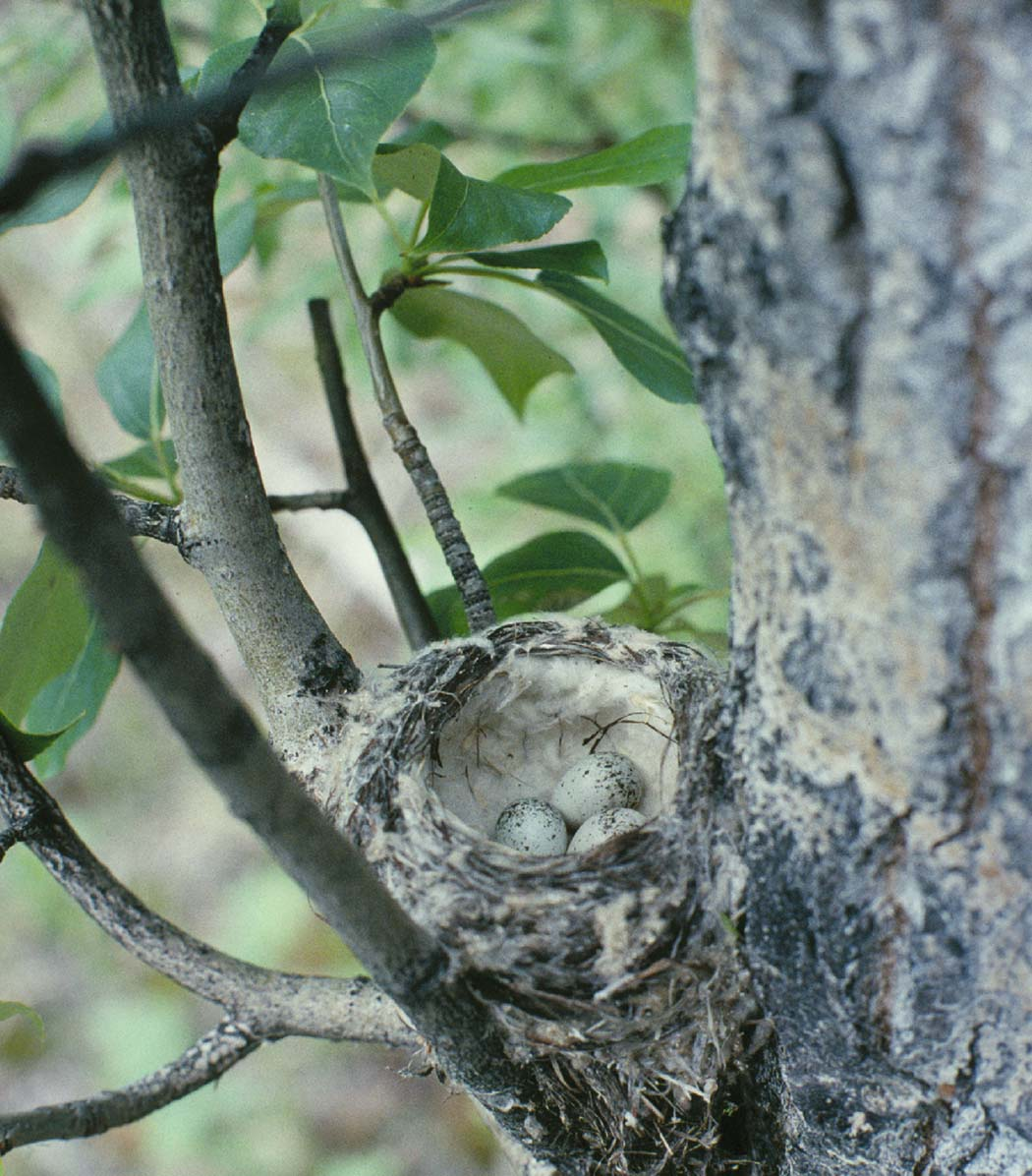
Hnízdo s vejci
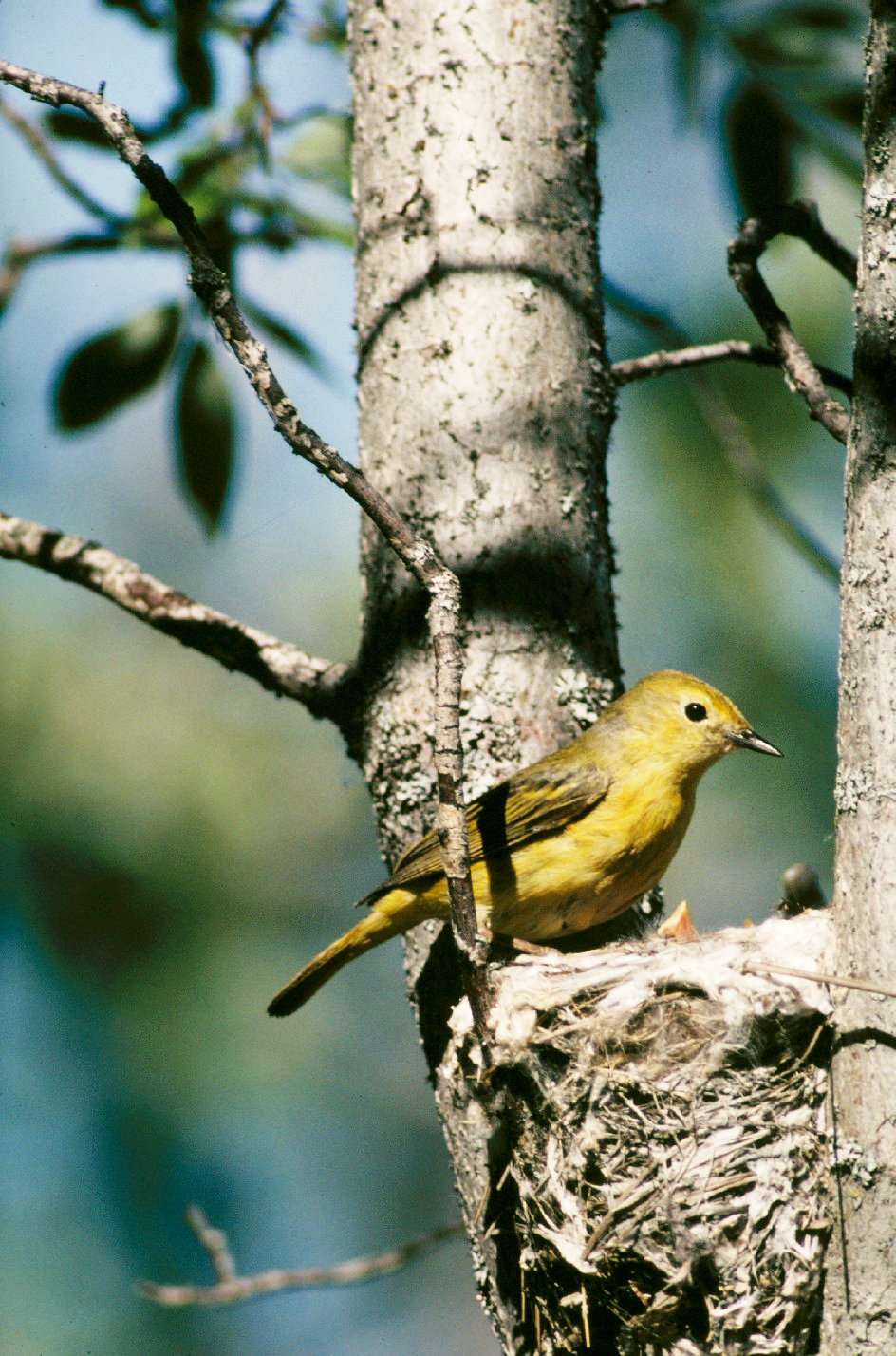
Samice u hnízda s mláďaty